# Claude Zidi
Claude Zidi (n. 25 iulie 1934, Paris) este un regizor și scenarist francez. El a studiat arta cinematografică la École Louis Lumière în perioada 1953 - 1955.
A realizat filme ca Astérix et Obélix contre César (1999), Les Bidasses en folie (1971), Les Ripoux (1984) sau La Zizanie (1978).
A câștigat Premiul César pentru cel mai bun regizor și César pentru cel mai bun film cu filmul Les Ripoux.

## Filmografie ca regizor
| An   | Titlu original                   | Titlu în lb. română                | Note                                                                                            |
| ---- | -------------------------------- | ---------------------------------- | ----------------------------------------------------------------------------------------------- |
| 1971 | Les Bidasses en folie            |                                    | cu Les Charlots                                                                                 |
| 1972 | Les Fous du stade                |                                    | cu Les Charlots                                                                                 |
| 1973 | Le grand bazar                   |                                    | cu Les Charlots                                                                                 |
| 1974 | Les Bidasses s'en vont en guerre |                                    | cu Les Charlots                                                                                 |
| 1974 | La Moutarde me monte au nez      | Îmi sare țandăra                   |                                                                                                 |
| 1975 | La Course à l'échalote           | Răzbunarea țapului ispășitor       |                                                                                                 |
| 1976 | L'aile ou la cuisse              | Aripioară sau picior?              | cu Louis de Funès                                                                               |
| 1977 | L'Animal                         | Animalul                           |                                                                                                 |
| 1978 | La Zizanie                       | Zâzania                            | cu Louis de Funès                                                                               |
| 1979 | Bête mais discipliné             | Prost, dar disciplinat             |                                                                                                 |
| 1980 | Les Sous-doués                   |                                    |                                                                                                 |
| 1980 | Inspecteur la Bavure             | Polițistul ghinionist              |                                                                                                 |
| 1982 | Les Sous-doués en vacances       |                                    |                                                                                                 |
| 1983 | Banzaï                           |                                    |                                                                                                 |
| 1984 | Les Ripoux                       | Polițiștii umflă potul             | a câștigat César pentru cel mai bun film și César pentru cel mai bun regizor Cu Philippe Noiret |
| 1985 | Les rois du gag                  |                                    |                                                                                                 |
| 1987 | Association de malfaiteurs       | Asociația răufăcătorilor           |                                                                                                 |
| 1989 | Deux                             | Doi                                |                                                                                                 |
| 1989 | Ripoux contre ripoux             | Corupții intre ei                  |                                                                                                 |
| 1991 | La Totale!                       | Spionaj în familie                 |                                                                                                 |
| 1993 | Profil bas                       |                                    |                                                                                                 |
| 1994 | True Lies                        |                                    | Doar scenarist                                                                                  |
| 1997 | Arlette                          |                                    |                                                                                                 |
| 1999 | Astérix et Obélix contre César   | Asterix și Obelix contra lui Cezar |                                                                                                 |
| 2001 | La boîte                         | Clubul de noapte                   |                                                                                                 |
| 2003 | Ripoux 3                         | Polițiștii umflă potul 3           |                                                                                                 |